# Geu hu
Geu hu (그 후?, titolo internazionale The Day After) è un film del 2017 diretto da Hong Sang-soo.